# رزول (جورجیا)
رزول، جورجیا (به انگلیسی: Roswell, Georgia) یک شهر در ایالات متحده آمریکا با جمعیت ۸۸٬۳۴۶ نفر است که در شهرستان فولتن، جورجیا واقع شده‌است.